# トリーアのローマ遺跡群、聖ペテロ大聖堂、聖母聖堂
トリーアのローマ遺跡群、聖ペテロ大聖堂、聖母聖堂（トリーアのローマいせきぐん、せいペテロだいせいどう、せいぼせいどう）は、ドイツの世界遺産の一つ。トリーアの町に残る古代ローマ時代以降の8件の遺跡や聖堂、および近隣のイゲルに残る遺跡1件がまとめて登録されている。

## 登録対象
英語の綴りはユネスコ世界遺産センターによる登録名称、IDは世界遺産としての登録番号である。
円形劇場（Ampitheatre, ID 367-001）
円形劇場は、古代ローマ時代のアンフィテアトルムの遺跡である。現存する古代ローマ時代の円形劇場の中でも十指に入る規模を持つが、中世には採石場扱いをされていたため、損壊が進んでいた。
モーゼル川の橋（Moselle Bridge, ID 367-002）
モーゼル川の橋は、2世紀に建てられたローマ橋（Römerbrücke）のことである。
バルバラ浴場（Barbara Baths, ID 367-003）
バルバラの浴場は、ポルタ・ニグラや大聖堂からは少し南西に離れた場所にある浴場の遺構で、建造は少なくとも2世紀以前にまで遡る。
イゲルの円柱（Igel Column, ID 367-004）
イゲルはトリーア近隣の町で、高さ 23 mの円柱（墓碑）が残っている。イゲルの円柱は、その葬礼に関する芸術（funeral art）が評価されて、世界遺産に含められることになった。
ポルタ・ニグラ（Porta Nigra, ID 367-005）
ポルタ・ニグラは、2世紀末に建てられた巨大な城門である。中世には聖堂に改築されたこともあった。この世界遺産には登録基準4項目が適用されているが、その内の基準（1）の適用は、専らこのポルタ・ニグラが評価されたことによる。
皇帝浴場（Imperial Baths, ID 367-006）
皇帝浴場は、コンスタンティヌス帝の時代につくられた巨大浴場で、カラカラ浴場などに次いで、古代ローマ時代の共同浴場としては屈指の規模を持っている。
アウラ・パラティナ / バシリカ（Aula Palatina (Basilica), ID 367-007）
アウラ・パラティナは、コンスタンティヌス帝の時代に建てられた宮殿である。度々の改築のあと、建造当時の姿に戻す工事などが行われた。
大聖堂（Cathedral, ID 367-008）
トリーアの大聖堂は、ドイツ最古の大聖堂にしてこの都市の司教座聖堂である。全体の登録名にもあるように、聖ペテロ大聖堂とも呼ばれる。建築様式は時代ごとの付け足しの結果、様々な様式が混ざり合っている。
聖母聖堂（Church of Our Lady (Liebfrauenkirche), ID 367-009）
聖母聖堂は、1235年から1260年にかけて建てられたゴシック様式の聖堂である。ドイツに残るこの様式の聖堂としては最古の部類に属する。かつてこの聖堂にあった彫刻群の一部は、トリーアの司教座博物館に移されている。

## ギャラリー

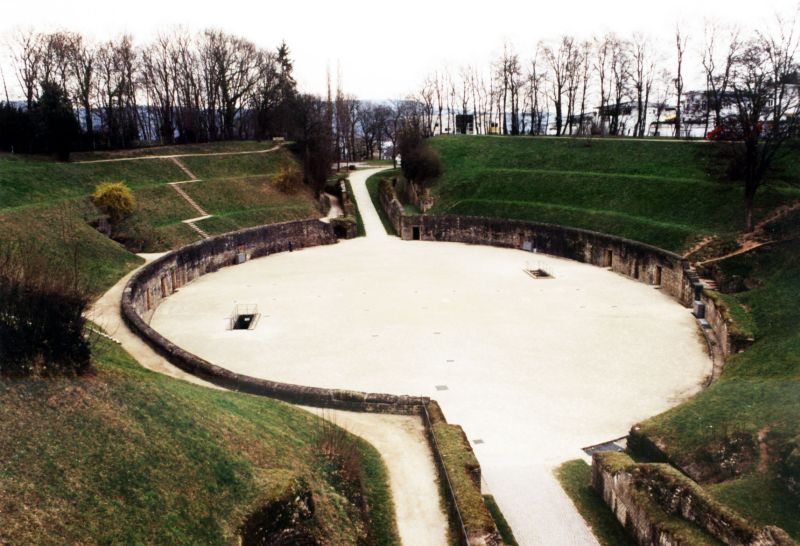
円形劇場
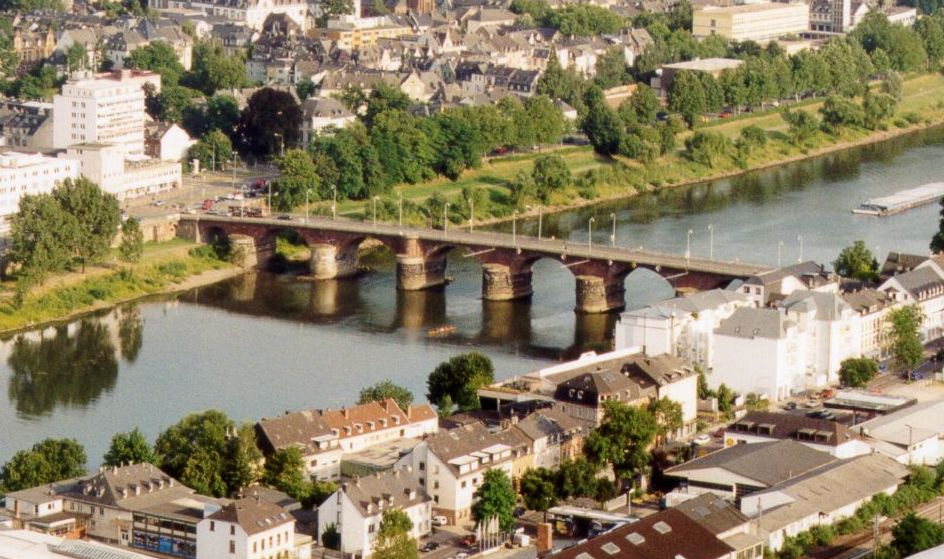
モゼル川の橋
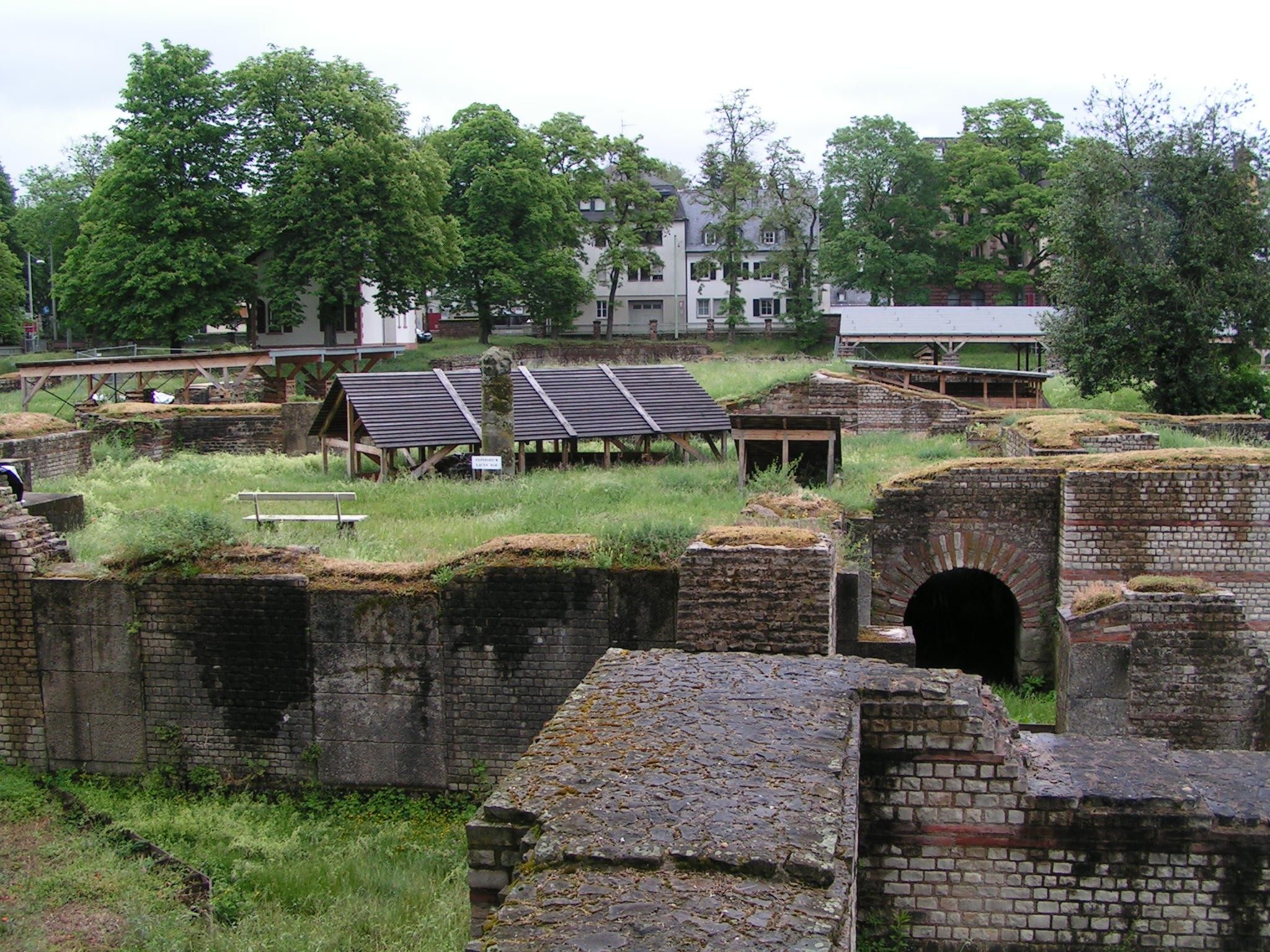
バルバラ浴場
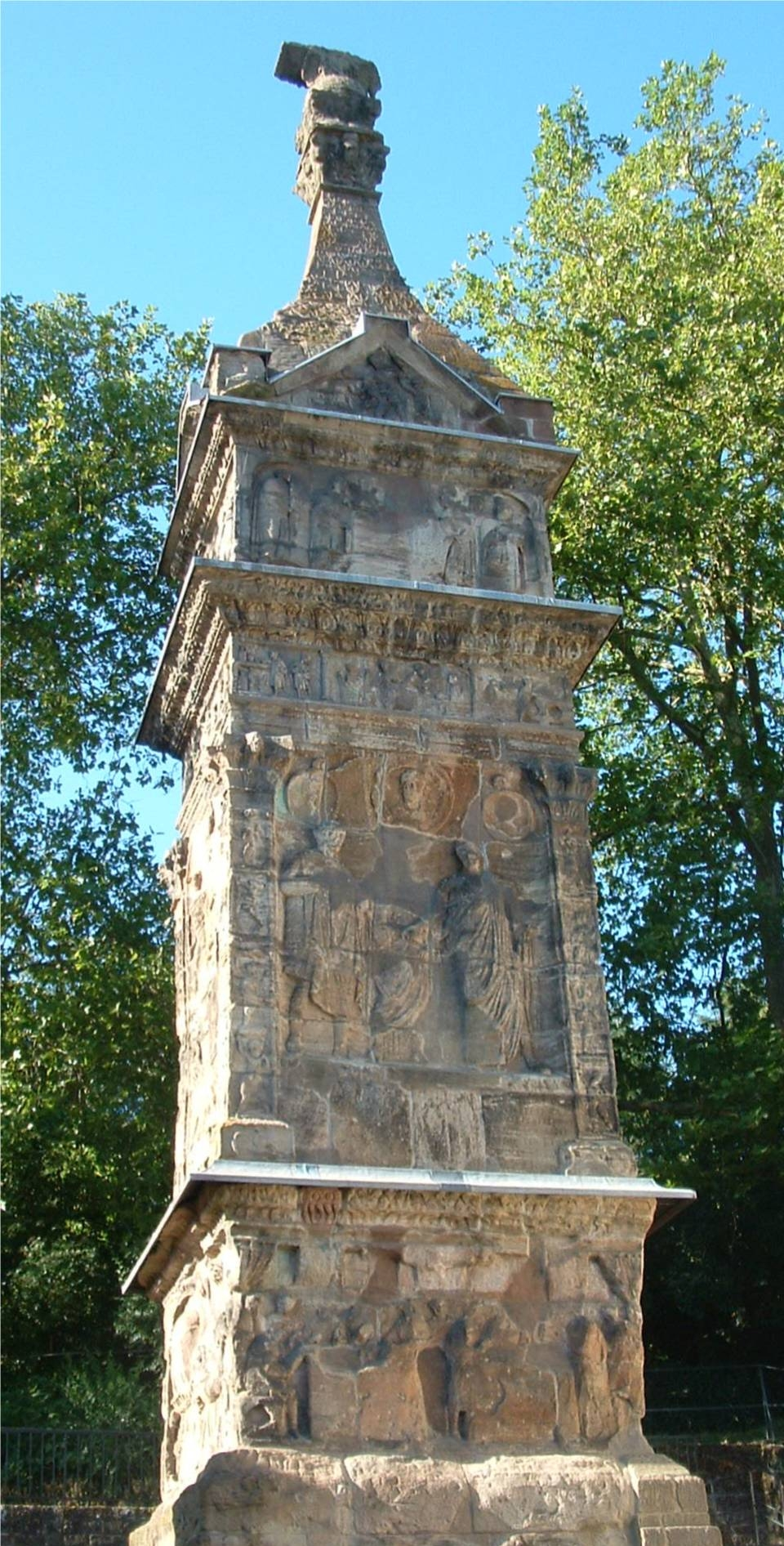
イゲルの円柱
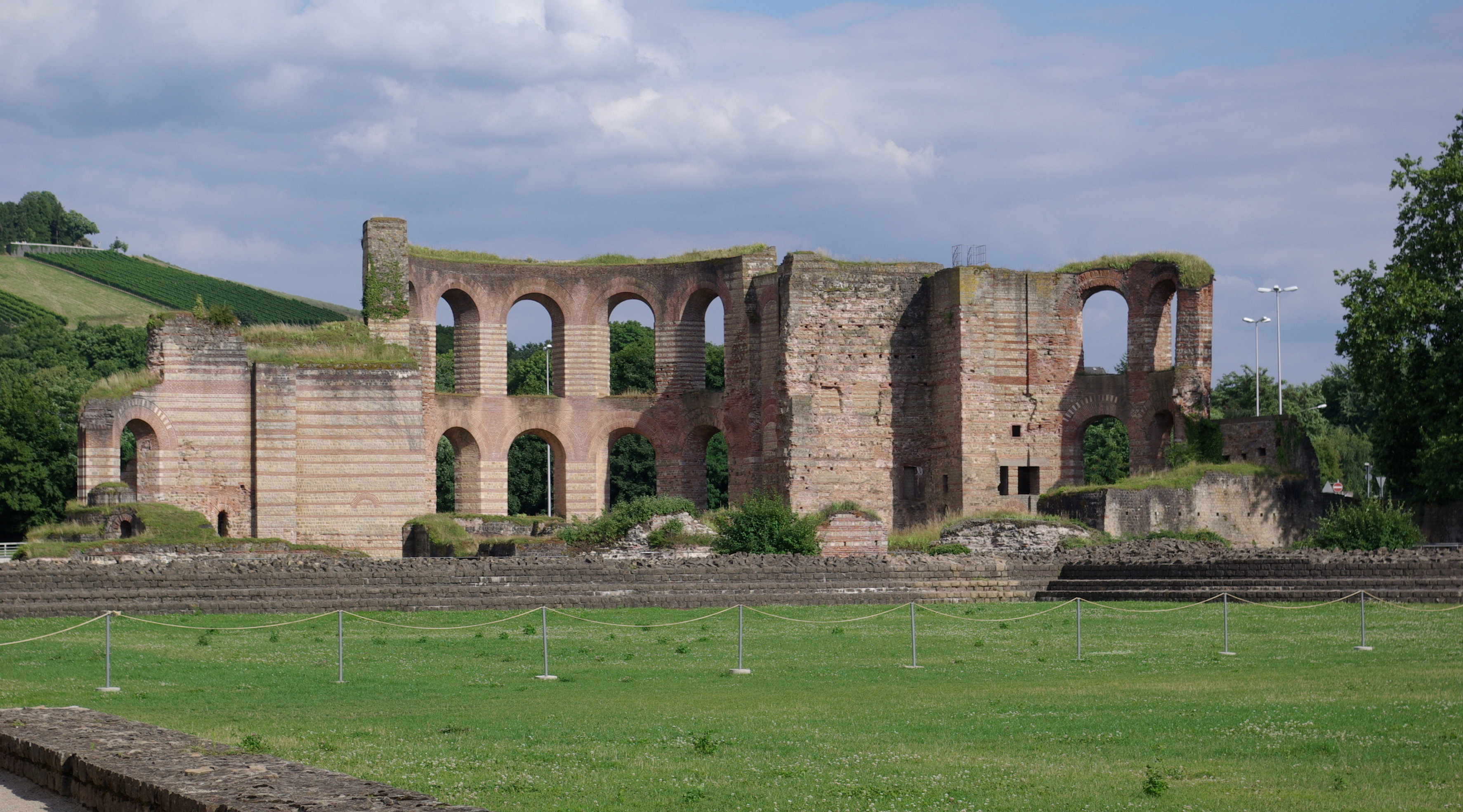
皇帝浴場
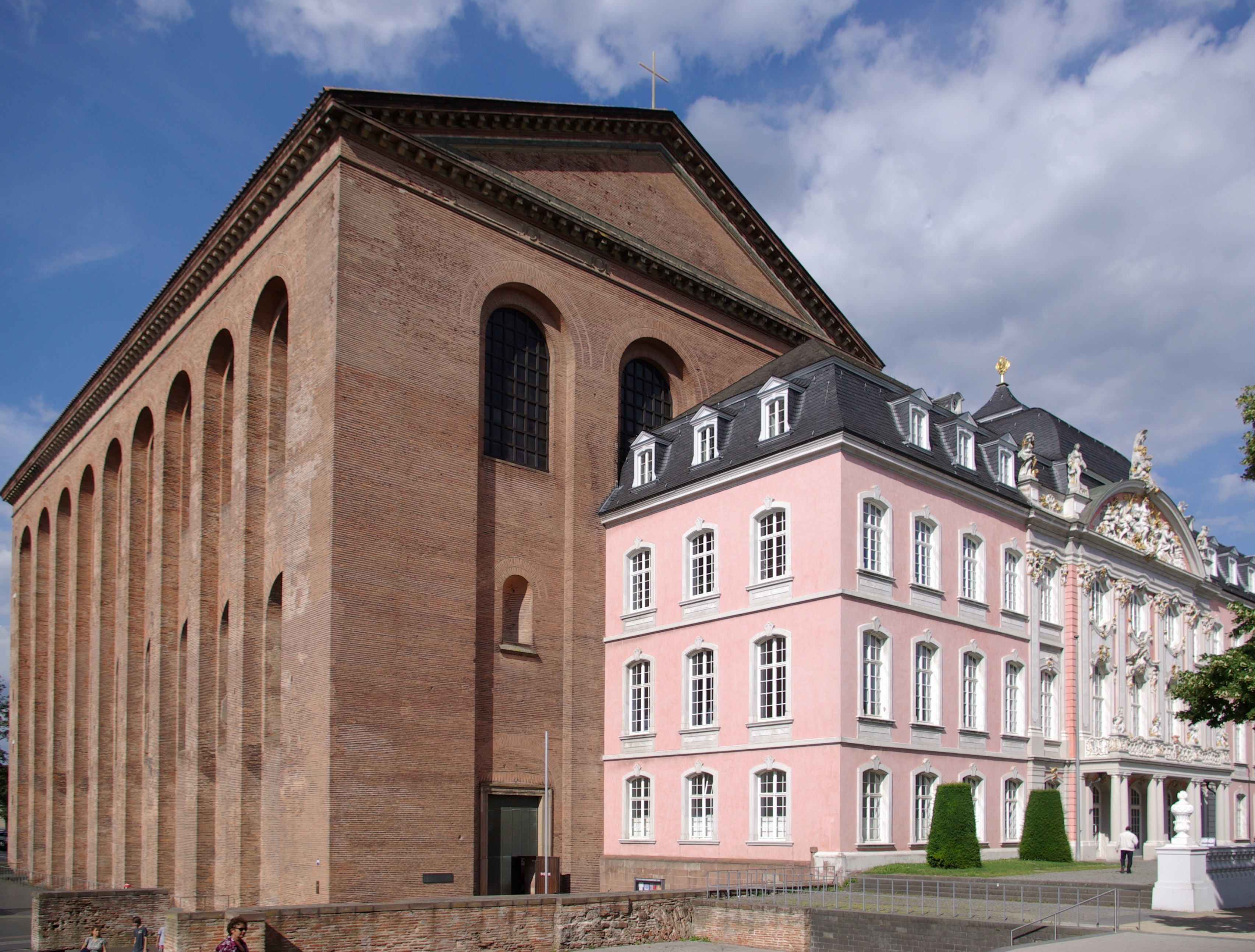
アウラ・パラティナと宮殿
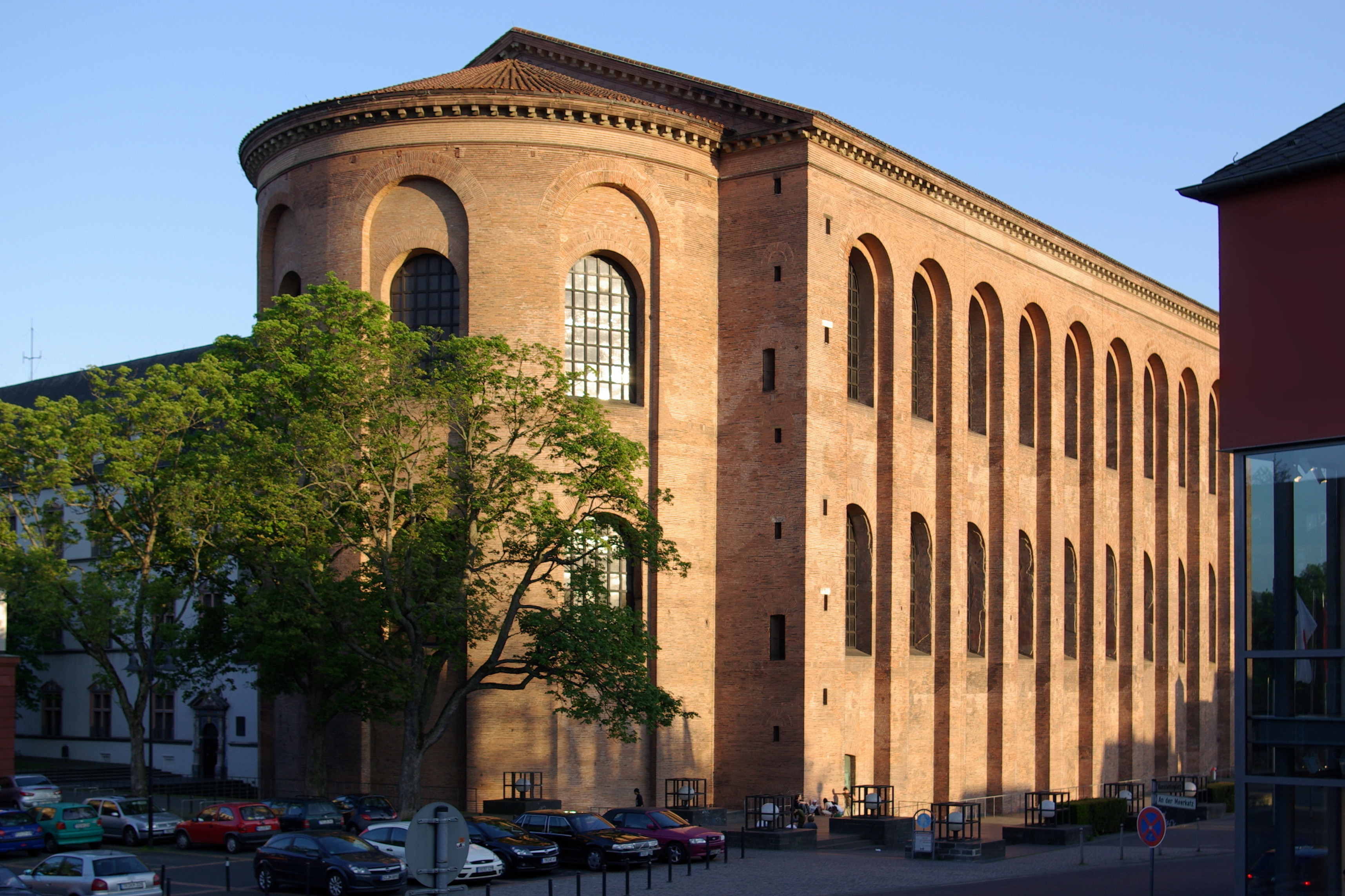
アウラ・パラティナ
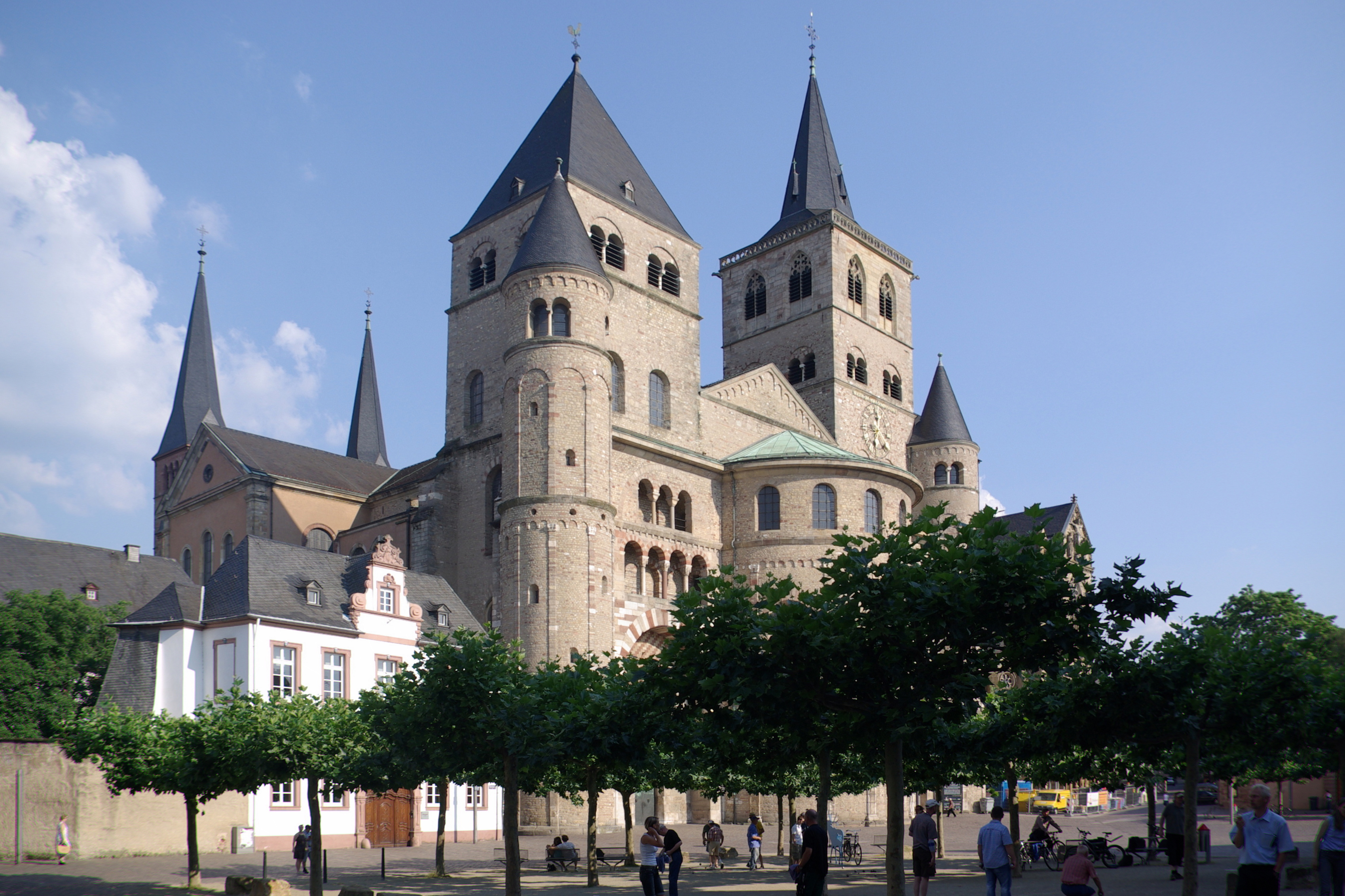
トリーアの大聖堂
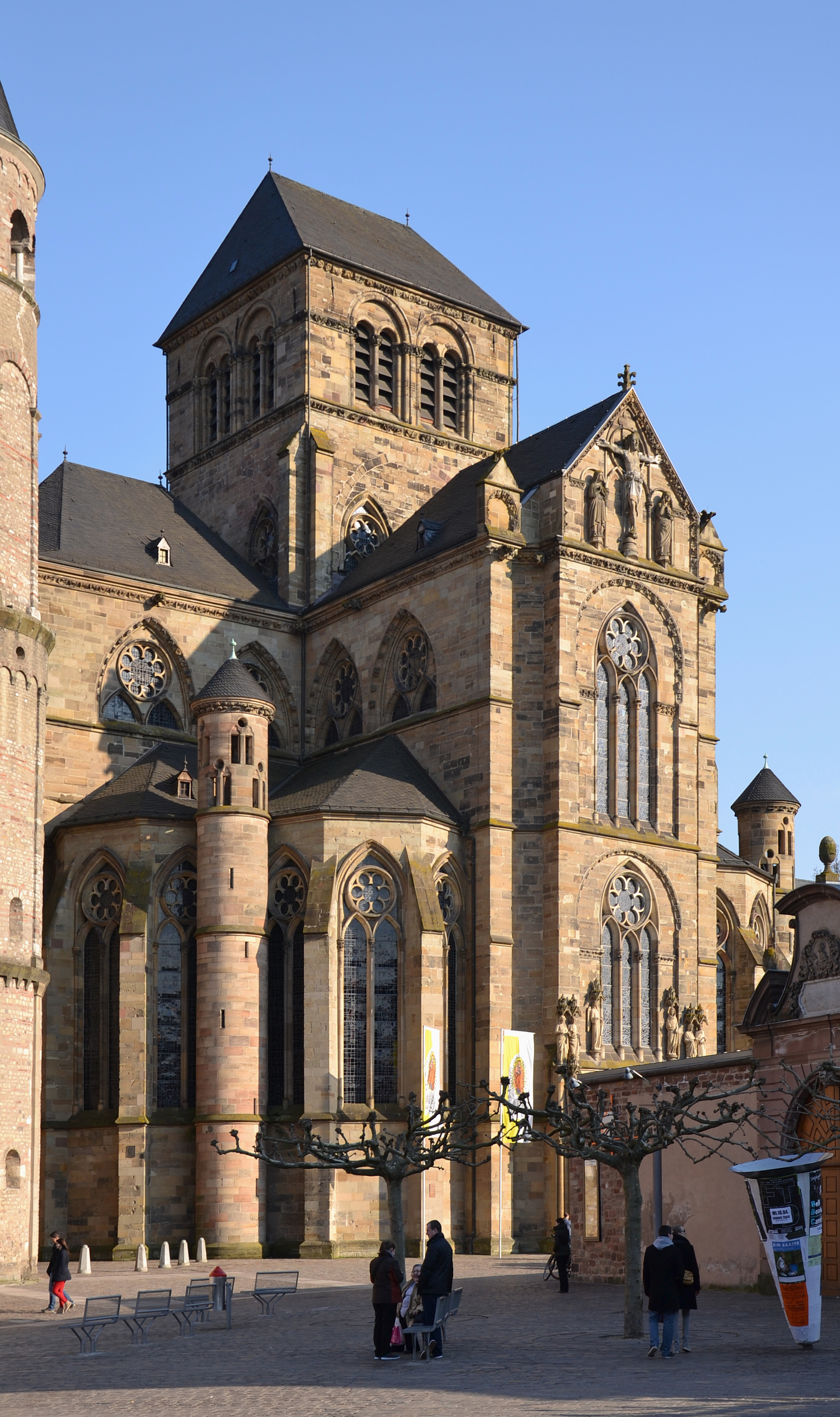
聖母聖堂

## 登録基準
この世界遺産は世界遺産登録基準のうち、以下の条件を満たし、登録された（以下の基準は世界遺産センター公表の登録基準からの翻訳、引用である）。
- (1) 人類の創造的才能を表現する傑作。
- (3) 現存するまたは消滅した文化的伝統または文明の、唯一のまたは少なくとも稀な証拠。
- (4) 人類の歴史上重要な時代を例証する建築様式、建築物群、技術の集積または景観の優れた例。
- (6) 顕著で普遍的な意義を有する出来事、現存する伝統、思想、信仰または芸術的、文学的作品と直接にまたは明白に関連するもの（この基準は他の基準と組み合わせて用いるのが望ましいと世界遺産委員会は考えている）。